# 克里斯·布拉舍
克里斯·布拉舍（英語：Chris Brasher，1928年8月21日—2003年2月28日），英国男子田径运动员。他曾代表英国参加1952年和1956年夏季奥林匹克运动会田径比赛，其中1956年奥运会获得一枚金牌。